# Theridion ursoi
Theridion ursoi là một loài nhện trong họ Theridiidae.
Loài này thuộc chi Theridion. Theridion ursoi được Lodovico di Caporiacco miêu tả năm 1947.